# Dascyllus marginatus
Dascyllus marginatus là một loài cá biển thuộc chi Dascyllus trong họ Cá thia. Loài này được mô tả lần đầu tiên vào năm 1829.

## Từ nguyên
Tính từ định danh marginatus trong tiếng Latinh có nghĩa là "được viền ở rìa", hàm ý đề cập đến dải viền đen trên rìa vây lưng và vây hậu môn của loài cá này.

## Phạm vi phân bố và môi trường sống
D. marginatus được phân bố giới hạn ở Biển Đỏ, dọc theo bờ biển phía nam bán đảo Ả Rập trải dài đến vịnh Oman. D. marginatus sống ở độ sâu đến ít nhất là 42 m, thường được tìm thấy trong những cụm san hô phân nhánh của chi Acropora và Porites, cũng như hai loài Stylophora pistillata và Stylophora wehisi.

## Mô tả

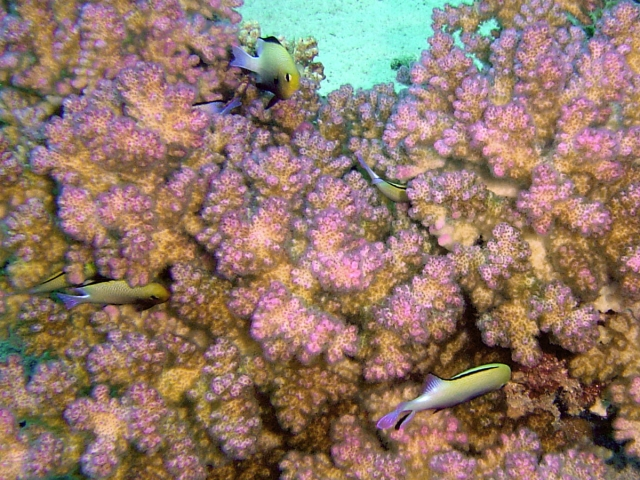
D. marginatus bơi xung quanh san hô Pocillopora damicornis

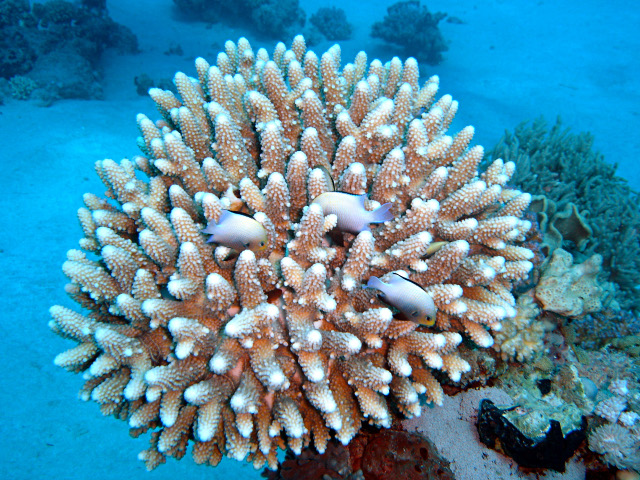
Một nhóm D. marginatus trên cụm san hô Acropora

Chiều dài cơ thể lớn nhất được ghi nhận ở D. marginatus là 6 cm. D. marginatus cùng Dascyllus carneus là hai loài có kích thước nhỏ nhất trong chi, hiếm khi vượt quá 5 cm. Cả hai loài này nằm trong nhóm phức hợp loài Dascyllus reticulatus cùng với Dascyllus flavicaudus.
D. marginatus có màu trắng, phớt vàng ở nửa thân trên. Vảy cá được viền màu xanh lam nhạt. Gai vây lưng trắng và có dải đen ở rìa, vây hậu môn cũng có dải viền đen tương tự. Vây lưng mềm, nửa sau vây hậu môn và vây đuôi trong mờ. Vây bụng màu đen. Vây ngực trong suốt, có đốm đen lớn ở gốc.
Số gai ở vây lưng: 12; Số tia vây ở vây lưng: 14–15; Số gai ở vây hậu môn: 2; Số tia vây ở vây hậu môn: 13–14; Số gai ở vây bụng: 1; Số tia vây ở vây bụng: 5; Số tia vây ở vây ngực: 17–19; Số vảy đường bên: 15–19.

## Sinh thái học
Thức ăn của D. marginatus chủ yếu là các loài động vật phù du. Chúng thường sống thành đàn lên đến 25 cá thể trên mỗi cụm san hô; nhóm càng đông thì lượng thức ăn mà những cá thể ăn được sẽ ít hơn nhiều so với những cá thể ở trong nhóm ít thành viên.
Giữa D. marginatus và san hô Stylophora pistillata được chứng minh là có mối quan hệ hỗ sinh. Những cụm san hô trong thực nghiệm mà có D. marginatus cư trú có sự tăng trưởng nhanh chóng về kích thước của các nhánh (đặc biệt là ở các san hô đang phát triển).
Cá đực có tập tính bảo vệ và chăm sóc trứng; trứng có độ dính và bám vào nền tổ.